# Müggelheim

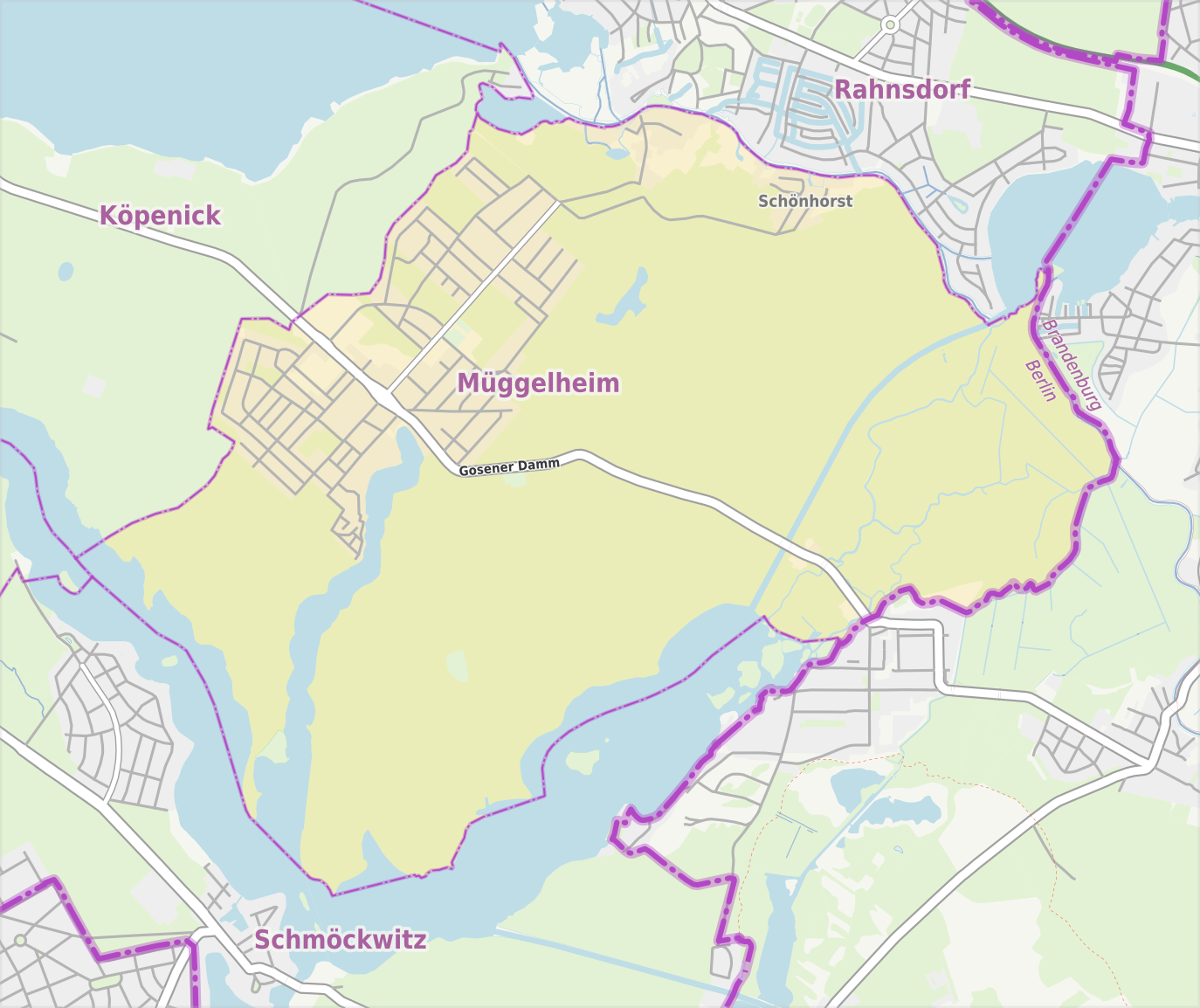
Mappa del quartiere

Müggelheim è un quartiere (Ortsteil) di Berlino, appartenente al distretto (Bezirk) di Treptow-Köpenick.

## Geografia fisica
Il quartiere è, dopo Rahnsdorf, il più orientale della città.
Confina a nord con Rahnsdorf, ad ovest con Köpenick e per un breve tratto con Grünau, a sud con Schmöckwitz, e ad est con in comuni di Erkner e Gosen-Neu Zittau, nel Brandeburgo.

## Storia
Già comune autonomo, venne annessa nel 1920 alla "Grande Berlino", venendo assegnata al distretto di Cöpenick.